# Première circonscription du Nord de 1863 à 1870
La première circonscription du Nord était l'une des 9 circonscriptions législatives françaises que comptait le département du Nord pendant les sept dernières années du Second Empire.

## Description géographique et démographique
La première circonscription du Nord était situé à la périphérie de l'agglomération Dunkerquoise, ainsi que l'agglomération d'Hazebrouck. Située entre la Belgique et le Pas-de-Calais est centrée autour de la ville de Dunkerque, elle est créée à la suite du redécoupage électoral (fusion de la Cinquième circonscription du Nord (Dunkerque) et de la Quatrième circonscription du Nord (Hazebrouck)) . 
Elle regroupait les divisions administratives suivantes : Canton de Dunkerque-Est ; Canton de Dunkerque-Ouest ; Canton de Bergues ;  Canton de Bourbourg ; Canton de Cassel ; Canton de Gravelines ; Canton d'Hazebrouck-Nord ; Canton d'Hazebrouck-Sud  ; Canton d'Hondschoote et le Canton de Wormhout.
Lors du recensement général de la population en 1864 à la suite du décret du 1er février de cette année, la population totale de cette circonscription est estimée à 204 272 habitants.

## Historique des députations
| Législature    | Début de mandat | Fin de mandat    | Député élu      | Parti politique | Observations         |
| -------------- | --------------- | ---------------- | --------------- | --------------- | -------------------- |
| 3e législature | 31 mai 1863     | 27 avril 1869    | Charles Plichon | Indépendant     |                      |
| 4e législature | 23 mai 1869     | 4 septembre 1870 | Charles Plichon | Centre gauche   | Fin du Second Empire |